# Közönséges csikófark
A közönséges csikófark (Ephedra distachya) a csikófarkfélék (Ephedraceae) közé tartozó fokozottan védett cserje.

## Alfajok
- Ephedra distachya subsp. distachya
- Ephedra distachya subsp. helvetica (C.A. Mey.) Asch. & Graebn., 1897
- Ephedra distachya subsp. monostachya (L.) Riedl, 1967

## Elterjedése
Őshazája a Földközi-tenger vidéke, Ázsia. Hazánkban a száraz vidékek növénye, hajdani löszmaradványokon és homokgyepekben él, fokozott védelmet élvez. Érdekesség, hogy egyes élőhelyeken sokszor kizárólag porzós, máshol csak termős telepek vannak jelen. Leggyakrabban a Duna–Tisza köze és a Szentendrei-sziget homokpusztáin láthatjuk, emellett a Budai-hegység dolomit-sziklagyepjeiben és a Mezőföldön, lösznövényzetben fordul elő. Budapest belterületén két ponton maradt fenn napjainkig. A Gellért-hegy fő turistalátványosságának számító Szabadság-szobortól egy perc járásnyira él néhány termős példánya. A Sas-hegy védett területén viszont csak porzós egyedei élnek.

## Megjelenése
Nálunk alacsony, 20–30 cm-es, kétlaki cserje. Vörösbarna, fásodó gyökérzete van. A hajtás ágai vesszőszerűek, 1–3 mm vastagok, sűrűn „ízekre”, internódiumokra tagoltak. A szár zöld színű, fotoszintetizál is. Pikkelyes levelei alapjukon összenőttek, keresztben átellenesek. A porzós virágok barkába rendeződnek. A porzós és a termős virágok is nyelesek és szárcsomókról erednek. A porzós virágzatot 2-8 keresztben átellenes murvalevélpár építi fel, melyek tövén a két alsót kivéve porzós virágok találhatók 2-3 pollenzsákkal. A termős virágzatok 4-7 murvalevélpárból szerveződnek, és csak a felső pár tövében található 2 virág.

### Szaporodása
Minden virágot száraz hüvellyé szerveződő 2 virágtakarólevél vesz körül. A szélbeporzás segítségével kettős megtermékenyítés megy végbe, ami már a zárvatermők sajátossága. A zárvatermőkkel szemben viszont itt mindkét megtermékenyített petesejtből embrió lesz. A murvalevelek a megtermékenyítés után elhúsosodnak, és piros színű tobozbogyót, ízletes álbogyót hoznak létre, aminek köszönhetően állatok útján is terjed a mag.

## Felhasználása
Fokozottan védett! Természetvédelmi értéke: 100.000-, Ft
Gyógyhatása: Pangáscsökkentő, fogyás, dohányzásról való leszokás, nőgyógyászati problémák. Teázásra nem használható, mert erős hatású anyagokat (efedrin és pszeudoefedrin alkaloidákat) tartalmaz.
Kizárólag gyógynövényhez jól értő orvos javaslatára, az orvos által előírt adagban fogyasztható gyógyszerként!

### Gyógyászati
A csikófarkot a hagyományos kínai orvoslás már több mint 5000 év óta használja, elsősorban az asztma kezelésére. Csak a szárat és az ágakat dolgozzák fel, nem a teljes növényt. A Ma Huang készítményt a kínai orvosok a hörghurut, szénanátha, közönséges meghűlés és egyéb megbetegedésekre is alkalmazták.
Az efedrin alkaloidot részint légzésjavítóként, részint az asztma gyógyszereként a hagyományos gyógyászat elterjedten alkalmazza. Az orvosok által előszeretettel felírt további csikófark alkaloid között találjuk a pszeudoefedrin és norefedrin vegyületeket. A fenil-propanolamin néven fogyási tablettaként vény nélkül árusított készítmény kétféle csikófark alkaloidot tartalmazott, míg mellékhatásai miatt vissza nem vonták a gyógyszerpiacról.

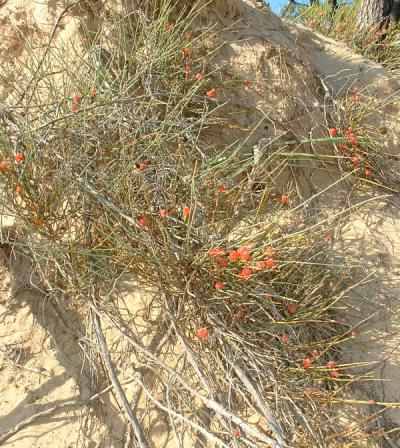
Csikófark cserje

Hatóanyagával, a tisztított efedrin és a pszeudoefedrin alkaloidokkal folytatott több évtizedes kutatások kimutatták, hogy e vegyületek hatásos nazális (az orron át felszippantható) légzésjavítók, valamint az asztma gyógyszerei. Emellett emelik a vérnyomást, fokozzák a szívritmust, az erek összehúzódását és a hörgőtágulást, valamint serkentik a központi idegrendszert. Az állatkísérletek köhögéscsillapító és gyulladáscsökkentő hatását is alátámasztották. Egyes herbalisták étvágycsökkentőként vagy a szív és keringési rendszer, illetve a központi idegrendszer serkentőjeként javasolják.
Készítményeiről azt tartják, hogy növeli a szexuális örömérzetet.[forrás?]

### Mint kábítószer
Egyes országokban az efedrintartalmú szerek forgalmazását korlátozzák, mivel amfetaminszármazékok prekurzora lehet.

## Galéria

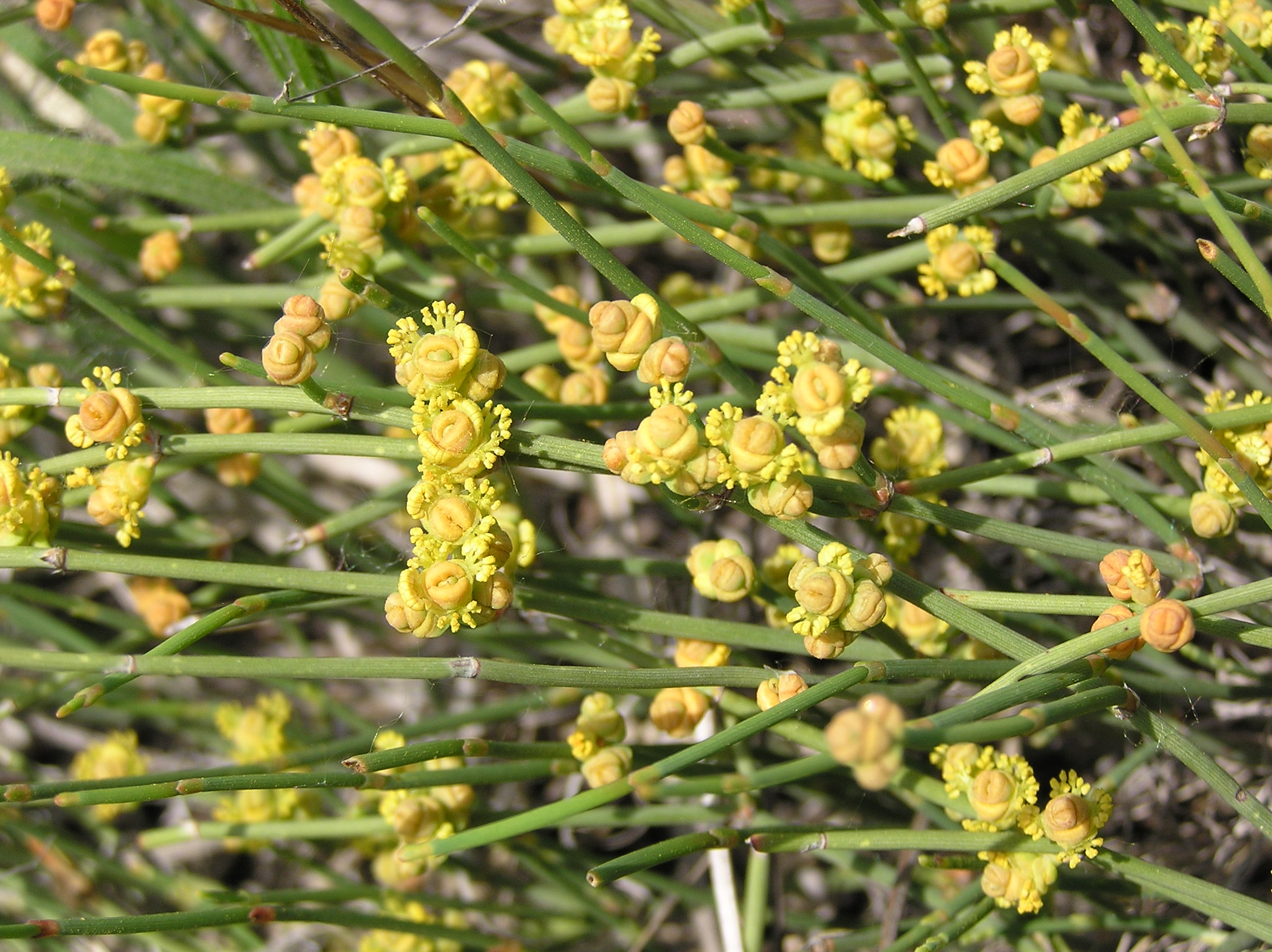
Porzós virágok
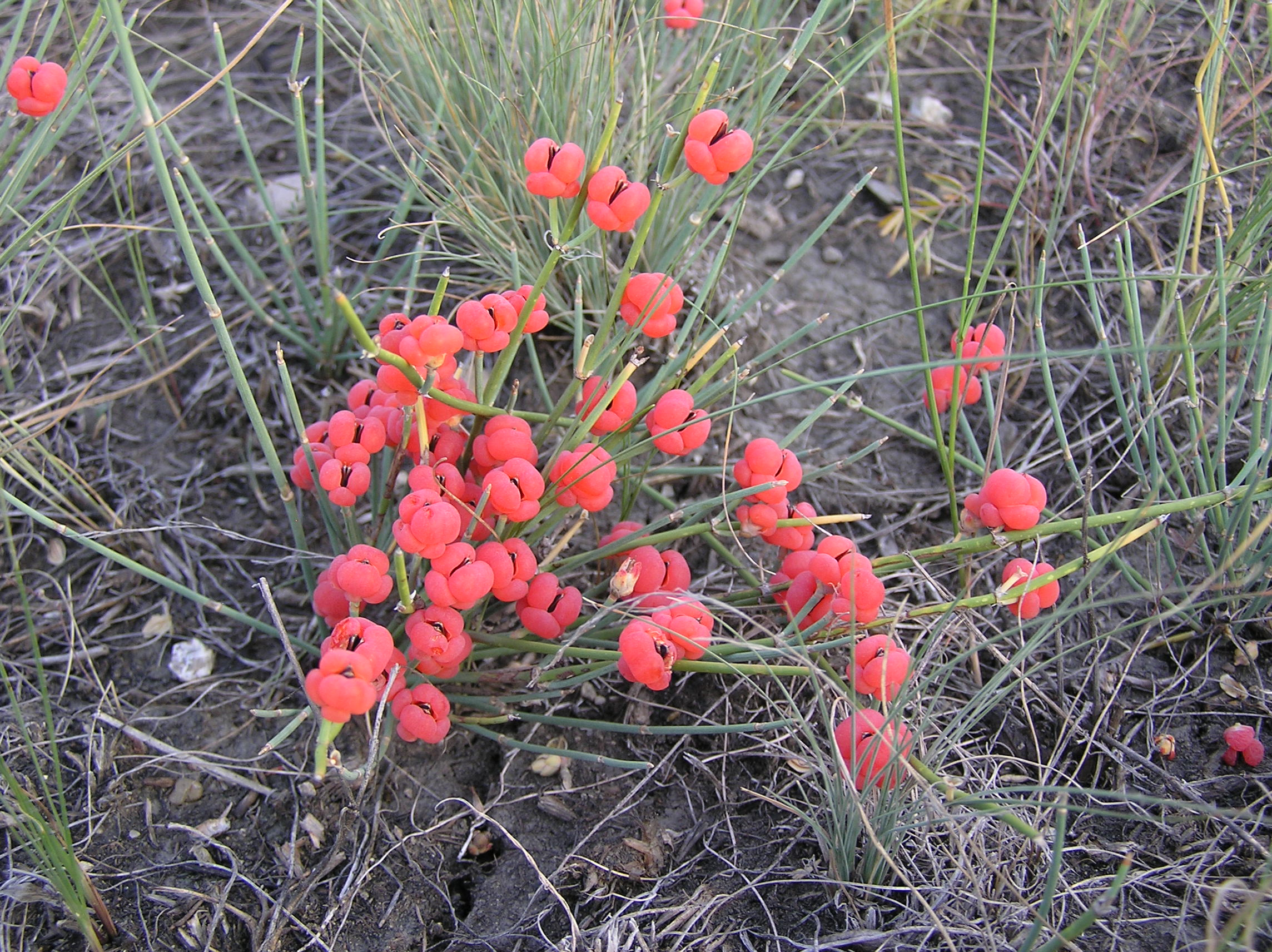
Piros termések egy termős egyeden
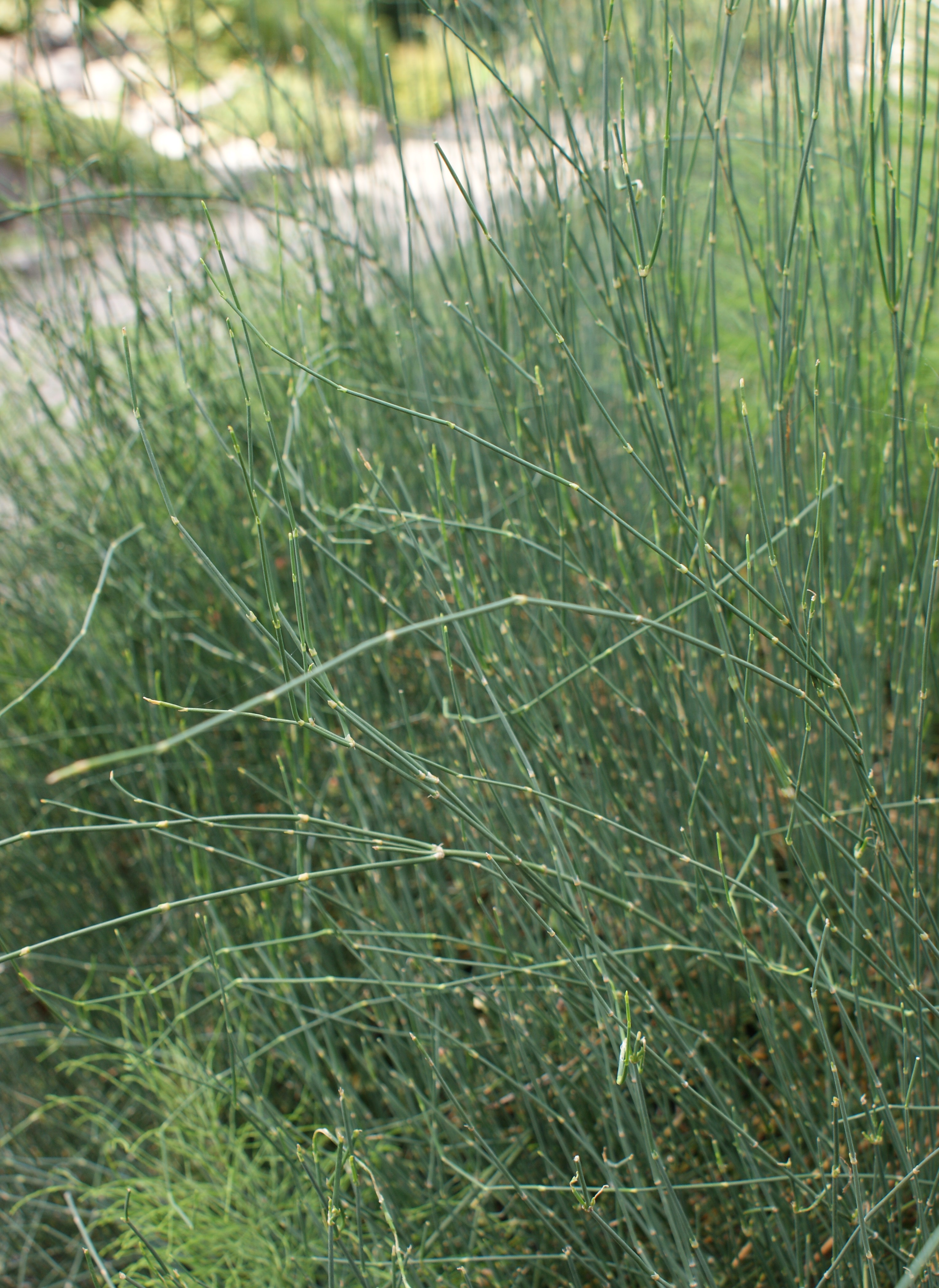
Zöld, fotoszintetizáló ágai